# Popis vrsta roda Croton
Popis vrsta roda Croton

## A
1. Croton abaitensis Baill.
2. Croton abeggii Urb. & Ekman
3. Croton abonari Riina & P.E.Berry
4. Croton abutilifolius Croizat
5. Croton abutiloides Kunth
6. Croton abutilopsis G.L.Webster
7. Croton acapulcensis M.J.Martinez Gordillo & J.Jiménez Ram.
8. Croton aceroides Radcl.-Sm.
9. Croton ackermannianus (Müll.Arg.) G.L.Webster
10. Croton acradenius Pax & K.Hoffm.
11. Croton acronychioides F.Muell.
12. Croton acuminatissimus (Pittier) G.L.Webster
13. Croton acunae Borhidi
14. Croton acutifolius Esser
15. Croton adabolavensis Leandri
16. Croton adamantinus Müll.Arg.
17. Croton adenocalyx Baill.
18. Croton adenodontus (Müll.Arg.) Müll.Arg.
19. Croton adenophorus Baill.
20. Croton adenophyllum Spreng.
21. Croton adipatus Kunth
22. Croton adspersus Benth.
23. Croton aequatoris Croizat
24. Croton agoensis Baill.
25. Croton agrarius Baill.
26. Croton agrestis (Pax & K.Hoffm.) Radcl.-Sm. & Govaerts
27. Croton agrophilus Müll.Arg.
28. Croton alabamensis E.A.Sm. ex Chapm.
29. Croton alagoensis Müll.Arg.
30. Croton alainii B.W.van Ee & P.E.Berry
31. Croton alamosanus Rose
32. Croton albellus Müll.Arg.
33. Croton alchorneicarpus Croizat
34. Croton alchorneifolius Radcl.-Sm.
35. Croton aleuritoides P.E.Berry
36. Croton alienus Pax
37. Croton allemii G.L.Webster
38. Croton alloeophyllus Urb.
39. Croton alnifolius Lam.
40. Croton alnoideus Baill.
41. Croton alpinus A.Chev. ex Gagnep.
42. Croton alvaradonis M.E.Jones
43. Croton amazonicus Müll.Arg.
44. Croton ambanivoulensis Baill.
45. Croton ambovombensis Radcl.-Sm. & Govaerts
46. Croton ameliae Lundell
47. Croton amentiformis Riina
48. Croton amphileucus Briq.
49. Croton amplifolius Airy Shaw
50. Croton andinus Müll.Arg.
51. Croton androiensis (Leandri) Leandri
52. Croton angolensis Müll.Arg.
53. Croton angustifrons Müll.Arg.
54. Croton anisatus Baill.
55. Croton anisodontus Müll.Arg.
56. Croton ankarensis Leandri
57. Croton ankeranae Kainul.
58. Croton anomalus Pittier
59. Croton anosiravensis Leandri
60. Croton antae Airy Shaw
61. Croton antanosiensis Leandri
62. Croton antisyphiliticus Mart.
63. Croton apicifolius Croizat
64. Croton apostolon Radcl.-Sm. & Govaerts
65. Croton appertii J.Léonard
66. Croton araracuarae J.Murillo, P.E.Berry & M.V.Arbeláez
67. Croton araripensis Croizat
68. Croton arboreus Millsp.
69. Croton arechavaletae Herter ex Arechav.
70. Croton arenosus Carn.-Torres & Cordeiro
71. Croton argentealbidus Radcl.-Sm. & Govaerts
72. Croton argenteus L.
73. Croton argentinus Müll.Arg.
74. Croton argyranthemus Michx.
75. Croton argyratus Blume
76. Croton argyrodaphne Baill.
77. Croton argyroglossus Baill.
78. Croton argyrophyllus Kunth
79. Croton aridus P.I.Forst.
80. Croton aripoensis Philcox
81. Croton arirambae Huber
82. Croton aristophlebius Croizat
83. Croton arlineae D.Medeiros, L.Senna & R.J.V.Alves
84. Croton armstrongii S.Moore
85. Croton arnhemicus Müll.Arg.
86. Croton aromaticus L.
87. Croton artibonitensis Urb.
88. Croton ascendens Secco & N.A.Rosa
89. Croton asperrimus Benth.
90. Croton astianus Croizat
91. Croton astroites Aiton
92. Croton astrophorus Urb.
93. Croton ater Croizat
94. Croton atrorufus Müll.Arg.
95. Croton atrostellatus V.W.Steinm.
96. Croton aubrevilecta Leandri
97. Croton aubrevillei J.Léonard
98. Croton avulsus Croizat
99. Croton axillaris Müll.Arg.
100. Croton azuensis Urb.

## B
1. Croton babuyanensis Croizat
2. Croton balsameus Müll.Arg.
3. Croton balsensis V.W.Steinm. & Mart.Gord.
4. Croton bangii Rusby
5. Croton barahonensis Urb.
6. Croton barbatus Kunth
7. Croton barorum Leandri
8. Croton basaltorum (Leandri) P.E.Berry
9. Croton bastardii Leandri
10. Croton batangasensis Croizat
11. Croton bathianus Leandri
12. Croton beetlei Croizat
13. Croton bemaranus Leandri
14. Croton bemarivensis Leandri
15. Croton berberifolius Croizat
16. Croton bergassae Leandri
17. Croton bernieri Baill.
18. Croton betaceus Baill.
19. Croton betiokensis Leandri
20. Croton betulaster Müll.Arg.
21. Croton betulinus Vahl
22. Croton biaroensis Croizat
23. Croton bidentatus Müll.Arg.
24. Croton bifurcatus Baill.
25. Croton bigbendensis B.L.Turner
26. Croton billbergianus Müll.Arg.
27. Croton bispinosus C.Wright
28. Croton bisserratus Sessé & Moc.
29. Croton blanchetianus Baill.
30. Croton boavitanus Croizat
31. Croton bocquillonii Baill.
32. Croton boinensis Leandri
33. Croton boissieri Müll.Arg.
34. Croton boiteaui Leandri
35. Croton boivinianus (Baill.) Baill.
36. Croton bojerianus Baill.
37. Croton bolivarensis Croizat
38. Croton bonplandianus Baill.
39. Croton borbensis Secco & P.E.Berry
40. Croton borhidii O.Muñiz
41. Croton borneensis J.J.Sm.
42. Croton brachypus Airy Shaw
43. Croton brachytrichus Urb.
44. Croton bracteatus Lam.
45. Croton brassii Croizat
46. Croton bredemeyeri Müll.Arg.
47. Croton breedlovei B.W.van Ee & P.E.Berry
48. Croton bresolinii L.B.Sm. & Downs
49. Croton brevipes Pax
50. Croton brevispicatus Baill.
51. Croton brieyi De Wild.
52. Croton brittonianus Carabia
53. Croton brittonii Acev.-Rodr.
54. Croton bryophorus Croizat
55. Croton buchii Urb.
56. Croton burchellii Müll.Arg.
57. Croton buxifolius (Baill.) Müll.Arg.
58. Croton byrnesii Airy Shaw

## C
1. Croton caboensis Croizat
2. Croton cajucara Benth.
3. Croton caldensis Müll.Arg.
4. Croton calderi Chakrab. & N.P.Balakr.
5. Croton californicus Müll.Arg.
6. Croton callicarpifolius Vahl
7. Croton calocephalus Müll.Arg.
8. Croton calonervosus G.L.Webster
9. Croton calyciglandulosus Allem
10. Croton calycinus Spreng.
11. Croton calycireduplicatus Allem
12. Croton campanulatus Caruzo & Cordeiro
13. Croton campenonii Baill.
14. Croton campestris A.St.-Hil., A.Juss. & Cambess.
15. Croton campinarensis Secco, A.Rosário & P.E.Berry
16. Croton capitatus Michx.
17. Croton capitis-york Airy Shaw
18. Croton caracasanus Pittier
19. Croton carandaitensis Croizat
20. Croton cardenasii Standl.
21. Croton carinatus Müll.Arg.
22. Croton carpostellatus B.L.León & Mart.Gord.
23. Croton carrii Airy Shaw
24. Croton caryocarpus Croizat
25. Croton cascarilloides Raeusch.
26. Croton cassinoides Lam.
27. Croton catamarcensis Ahumada
28. Croton catariae Baill.
29. Croton catatii Baill.
30. Croton catharinensis L.B.Sm. & Downs
31. Croton catinganus Müll.Arg.
32. Croton caudatus Geiseler
33. Croton ceanothifolius Baill.
34. Croton cearensis Baill.
35. Croton celtidifolius Baill.
36. Croton cerinodentatus Müll.Arg.
37. Croton cerinus Müll.Arg.
38. Croton cerroazulensis P.E.Berry & Galdames
39. Croton chaetophorus Müll.Arg.
40. Croton chamanus Steyerm.
41. Croton chamelensis E.J.Lott
42. Croton chapelieri Baill.
43. Croton charaguensis Standl.
44. Croton chauvetiae Leandri
45. Croton chiapensis Lundell
46. Croton chilensis Müll.Arg.
47. Croton chimboracensis P.E.Berry & Riina
48. Croton chiribiquetensis Cordiel
49. Croton chittagongensis Chakrab. & N.P.Balakr.
50. Croton chlaenacicomes Leandri
51. Croton chlorocalyx Müll.Arg.
52. Croton chloroleucus Müll.Arg.
53. Croton chocoanus Croizat
54. Croton chodatii (Croizat) P.E.Berry
55. Croton choristadenius K.Schum.
56. Croton chrysocladus Müll.Arg.
57. Croton chrysodaphne Baill.
58. Croton chunianus Croizat
59. Croton churumayensis Croizat
60. Croton churutensis Riina & Cornejo
61. Croton chypreae Leandri
62. Croton ciliatoglandulifer Ortega
63. Croton cinerascens Radcl.-Sm. & Govaerts
64. Croton cinerellus Müll.Arg.
65. Croton claessensii Vermoesen ex De Wild.
66. Croton claussenianus Baill.
67. Croton clavuliger Müll.Arg.
68. Croton cliffordii Hutch. & E.A.Bruce
69. Croton cnidophyllus Radcl.-Sm. & Govaerts
70. Croton coccymelophyllus Radcl.-Sm. & Govaerts
71. Croton colliguay Molina
72. Croton colubrinoides Merr.
73. Croton columnaris Airy Shaw
74. Croton comatus Vell.
75. Croton comayaguanus Standl. & L.O.Williams
76. Croton comes Standl. & L.O.Williams
77. Croton compressus Lam.
78. Croton condorensis Riina & Cerón
79. Croton conduplicatus Kunth
80. Croton confertus Baker
81. Croton confinis L.B.Sm. & Downs
82. Croton congensis De Wild.
83. Croton consanguineus Müll.Arg.
84. Croton conspurcatus Schltdl.
85. Croton constrictus Baill.
86. Croton cooperianus (Croizat) Radcl.-Sm. & Govaerts
87. Croton corallicola Borhidi
88. Croton corchoropsis Baill.
89. Croton cordatulus Airy Shaw
90. Croton cordiifolius Baill.
91. Croton cordobensis Ahumada
92. Croton coriaceus Kunth
93. Croton coriifolius Airy Shaw
94. Croton corinthius Poveda & J.A.González
95. Croton coronatus Urb.
96. Croton cortesianus Kunth
97. Croton corumbensis S.Moore
98. Croton coryi Croizat
99. Croton corylifolius Lam.
100. Croton costatus Kunth
101. Croton cotabatensis Croizat
102. Croton cotoneaster Müll.Arg.
103. Croton craspedotrichus Griseb.
104. Croton crassifolius Geiseler
105. Croton crispatus Thulin
106. Croton cristalensis Urb.
107. Croton crocodilorum Leandri
108. Croton crossolepis P.E.Berry & Kainul.
109. Croton crustulifer Croizat
110. Croton cubiensis Gagnep.
111. Croton cuchillae-nigrae Croizat
112. Croton cucutensis Croizat
113. Croton culiacanensis Croizat
114. Croton cuneatus Klotzsch
115. Croton cupreatus Croizat
116. Croton cupreolepis P.E.Berry, B.W.van Ee & Kainul.
117. Croton cupreus Elmer
118. Croton cupulifer McVaugh
119. Croton curiosus Croizat
120. Croton curranii S.F.Blake
121. Croton curuguatyensis Ahumada
122. Croton curvipes Urb.
123. Croton cuyabensis Pilg.
124. Croton cycloideus Borhidi & O.Muñiz

## D
1. Croton damayeshu Y.T.Chang
2. Croton danguyanus Leandri
3. Croton debilis Müll.Arg.
4. Croton decalobus Müll.Arg.
5. Croton decalvatus Esser
6. Croton decaryi Leandri
7. Croton decipiens Baill.
8. Croton delpyi Gagnep.
9. Croton densivestitus C.T.White & W.D.Francis
10. Croton deserticola Steyerm.
11. Croton desertorum Müll.Arg.
12. Croton diasii Pires ex Secco & P.E.Berry
13. Croton dibindi Pellegr.
14. Croton dichogamus Pax
15. Croton dichromifolius P.I.Forst.
16. Croton dichrous Müll.Arg.
17. Croton dictyophlebodes Radcl.-Sm.
18. Croton dinghuensis H.S.Kiu
19. Croton dioicus Cav.
20. Croton discolor Willd.
21. Croton disjunctus V.W.Steinm.
22. Croton dispar N.E.Br.
23. Croton dissectistipulatus Secco
24. Croton dissimilis Baill.
25. Croton dockrillii Airy Shaw
26. Croton doctoris S.Moore
27. Croton dodecamerus Gagnep.
28. Croton domatifer Riina & P.E.Berry
29. Croton dongnaiensis Pierre ex Gagnep.
30. Croton doratophylloides (Croizat) G.L.Webster
31. Croton doratophyllus Baill.
32. Croton draco Schltdl. & Cham.
33. Croton draconoides Müll.Arg.
34. Croton draconopsis Müll.Arg.
35. Croton dracunculoides Baill.
36. Croton droguetioides Kainul. & Radcl.-Sm.
37. Croton dusenii Croizat
38. Croton dybowskii Hutch.

## E
1. Croton eberhardtii Gagnep.
2. Croton echinulatus (Griseb.) Croizat
3. Croton echioideus Baill.
4. Croton eggersii Pax
5. Croton ehrenbergii Schltdl.
6. Croton eichleri Müll.Arg.
7. Croton ekmanii Urb.
8. Croton elaeagni Baill.
9. Croton elbertii Airy Shaw
10. Croton elliotianus Baill.
11. Croton elliottii Chapm.
12. Croton ellipticus Geiseler
13. Croton elskensii De Wild.
14. Croton eluteria (L.) W.Wright
15. Croton emeliae Baill.
16. Croton emporiorum Croizat
17. Croton enigmaticus P.E.Berry & B.W.van Ee
18. Croton ensifolius Merr.
19. Croton eremophilus Müll.Arg.
20. Croton ericius Leandri
21. Croton ericoides Baill.
22. Croton eriocladoides Müll.Arg.
23. Croton erythrochilus Müll.Arg.
24. Croton erythrochyloides Croizat
25. Croton erythrostachys Hook.f.
26. Croton erythroxyloides Baill.
27. Croton eskuchei Ahumada
28. Croton essequiboensis Klotzsch
29. Croton euryphyllus W.W.Sm.
30. Croton excisus Urb.
31. Croton exuberans Müll.Arg.

## F
1. Croton fantzianus F.Seym.
2. Croton farinosus Lam.
3. Croton faroensis Secco
4. Croton fastuosus Baill.
5. Croton ferricretus Kainul., B.W.van Ee & P.E.Berry
6. Croton ferruginellus Müll.Arg.
7. Croton ferrugineus Kunth
8. Croton fianarantsoae Leandri
9. Croton fishlockii Britton
10. Croton flavens L.
11. Croton flaviglandulosus Lundell
12. Croton flavispicatus Rusby
13. Croton floccosus B.A.Sm.
14. Croton floribundus Spreng.
15. Croton fluminensis K.Schum.
16. Croton fluviatilis Esser
17. Croton fothergillifolius Baill.
18. Croton fragilis Kunth
19. Croton fragrans Kunth
20. Croton fragrantulus Croizat
21. Croton francoanus Müll.Arg.
22. Croton fraseri Müll.Arg.
23. Croton frieseanus Müll.Arg.
24. Croton frionis Müll.Arg.
25. Croton fruticulosus Torr.
26. Croton fulvus Mart.
27. Croton fuscus (Didr.) Müll.Arg.

## G
1. Croton gageanus P.T.Li
2. Croton galeopsifolius Lanj.
3. Croton gardnerianus Baill.
4. Croton gaumeri Millsp.
5. Croton geayi Leandri
6. Croton geraesensis (Baill.) G.L.Webster
7. Croton gibsonianus Nimmo
8. Croton gilgianus Herter ex Arechav.
9. Croton glabellus L.
10. Croton glabrescens Miq.
11. Croton glandulosepalus Millsp.
12. Croton glandulosobracteatus Carn.-Torres & Cordeiro
13. Croton glandulosodentatus Pax & K.Hoffm.
14. Croton glandulosus L.
15. Croton glaziovii Müll.Arg.
16. Croton glechomifolius Müll.Arg.
17. Croton glomeratus Aug.DC.
18. Croton glutinosus Müll.Arg.
19. Croton glyptospermus Müll.Arg.
20. Croton gnaphalii Baill.
21. Croton gnaphaloides Schrad.
22. Croton gnidiaceus Baill.
23. Croton gomezii G.L.Webster
24. Croton gonaivensis Urb. & Ekman
25. Croton gossweileri Hutch.
26. Croton gossypiifolius Vahl
27. Croton goudotii Baill.
28. Croton goyazensis Müll.Arg.
29. Croton gracilescens Müll.Arg.
30. Croton gracilior Radcl.-Sm.
31. Croton gracilipes Baill.
32. Croton gracilirameus M.J.Silva, Sodré & P.E.Berry
33. Croton grandivelum Baill.
34. Croton grangerioides Bojer ex Baill.
35. Croton gratissimus Burch.
36. Croton grazielae Secco
37. Croton greveanus Baill.
38. Croton grewiifolius Müll.Arg.
39. Croton grewioides Baill.
40. Croton griffithii Hook.f.
41. Croton grisebachianus Müll.Arg.
42. Croton griseus Airy Shaw
43. Croton grossedentatus Pittier
44. Croton guaiquinimae Steyerm.
45. Croton guatemalensis Lotsy
46. Croton guerelae Leandri
47. Croton guerreroanus Mart.Gord. & Cruz Durán
48. Croton guianensis Aubl.
49. Croton guildingii Griseb.
50. Croton guilleminianus Baill.
51. Croton gynopetalus Croizat

## H
1. Croton habrophyllus Airy Shaw
2. Croton hadriani Baill.
3. Croton haitiensis P.T.Li
4. Croton hancei Benth.
5. Croton harleyi Carn.-Torres & Cordeiro
6. Croton harmsianus Herter ex Arechav.
7. Croton hasskarlianus Müll.Arg.
8. Croton hasslerianus Chodat
9. Croton haumanianus J.Léonard
10. Croton hecatonandrus Müll.Arg.
11. Croton heliaster S.F.Blake
12. Croton helichrysum Baill.
13. Croton heliotropiifolius Kunth
14. Croton hemiargyreus Müll.Arg.
15. Croton hentyi Airy Shaw
16. Croton heptalon (Kuntze) B.W.van Ee & P.E.Berry
17. Croton herzogianus (Pax & K.Hoffm.) Radcl.-Sm. & Govaerts
18. Croton heteranthus Aug.DC.
19. Croton heterocalyx Baill.
20. Croton heterocarpus Müll.Arg.
21. Croton heterochrous Müll.Arg.
22. Croton heterodoxus Baill.
23. Croton heteroneurus Müll.Arg.
24. Croton heterotrichus Müll.Arg.
25. Croton hibiscifolius Kunth ex Spreng.
26. Croton hieronymi Griseb.
27. Croton hilarii Baill.
28. Croton hildebrandtii Baill.
29. Croton hircinus Vent.
30. Croton hirtus L'Hér.
31. Croton hoffmannii Müll.Arg.
32. Croton holguinensis Borhidi
33. Croton holodiscus (Croizat) Radcl.-Sm. & Govaerts
34. Croton holtonii Müll.Arg.
35. Croton hondensis (H.Karst.) G.L.Webster
36. Croton horminum Baill.
37. Croton horridulus (Baill.) Müll.Arg.
38. Croton hostmannii Miq. ex Schltdl.
39. Croton hovarum Leandri
40. Croton howii Merr. & Chun ex Y.T.Chang
41. Croton huajuapanensis Mart.Gord. & Cruz Durán
42. Croton huberi Steyerm.
43. Croton huitotorum Croizat
44. Croton humbertii Leandri
45. Croton humblotii Baill.
46. Croton humilis L.
47. Croton hutchinsonianus Hosseus
48. Croton hypochalibaeus Baill.
49. Croton hypoleucus Schltdl.

## I
1. Croton icabarui Jabl.
2. Croton icche Lundell
3. Croton ichthygaster L.B.Sm. & Downs
4. Croton ignifex Croizat
5. Croton ihosianus Leandri
6. Croton imbricatus L.R.Lima & Pirani
7. Croton impressus Urb.
8. Croton inaequilobus Steyerm.
9. Croton incanus Kunth
10. Croton incertus Müll.Arg.
11. Croton incisus Baill.
12. Croton indivisus Vell.
13. Croton indrisilvae Kainul., B.W.van Ee & P.E.Berry
14. Croton inhambanensis Radcl.-Sm.
15. Croton inops Baill.
16. Croton insularis Baill.
17. Croton integrifolius Pax
18. Croton integrilobus Croizat
19. Croton intercedens Müll.Arg.
20. Croton isabellei Baill.
21. Croton isalensis (Leandri) Leandri
22. Croton isomonensis Leandri
23. Croton itacolumii Müll.Arg.
24. Croton iteophyllus Radcl.-Sm. & Govaerts
25. Croton ituzaingensis Ahumada
26. Croton itzaeus Lundell

## J
1. Croton jacmelianus Urb.
2. Croton jacobinensis Baill.
3. Croton jamaicensis B.W.van Ee & P.E.Berry
4. Croton jamesonii Müll.Arg.
5. Croton janeirensis Radcl.-Sm. & Govaerts
6. Croton jansii J.Léonard
7. Croton jatrophifolius Müll.Arg.
8. Croton jatrophoides Pax
9. Croton jaucoensis Borhidi
10. Croton javarisensis Secco
11. Croton jennyanus Gris ex Baill.
12. Croton jimenezii Standl. & Valerio
13. Croton jorgei J.Murillo
14. Croton josephina Müll.Arg.
15. Croton joufra Roxb.
16. Croton jucundus Brandegee
17. Croton julopsidium Baill.
18. Croton junceus Baill.
19. Croton jutiapensis Croizat

## K
1. Croton kalkmannii Müll.Arg.
2. Croton kaloae Croizat
3. Croton kelantanicus Airy Shaw
4. Croton kerrii Airy Shaw
5. Croton killipianus Croizat
6. Croton kilwae Radcl.-Sm.
7. Croton kimosorum Leandri
8. Croton klaenzei Müll.Arg.
9. Croton kleinii L.B.Sm. & Downs
10. Croton klotzschianus (Wight) Thwaites
11. Croton kongensis Gagnep.
12. Croton kongkandanus Esser
13. Croton krabas Gagnep.
14. Croton krukoffianus Croizat
15. Croton kurzii Croizat

## L
1. Croton laccifer L.
2. Croton laceratoglandulosus Caruzo & Cordeiro
3. Croton lachnocarpus Benth.
4. Croton lachnocladus Mart. ex Müll.Arg.
5. Croton lachnostachyus Baill.
6. Croton laciniatistylus J.Léonard
7. Croton laeticapsulus Croizat
8. Croton laevigatus Vahl
9. Croton lagoensis Müll.Arg.
10. Croton lamdongensis Thin
11. Croton lanatus Lam.
12. Croton lanceilimbus Merr.
13. Croton landoltii Ahumada
14. Croton langsdorffii Müll.Arg.
15. Croton langsonensis Thin
16. Croton laniflorus Geiseler
17. Croton laoticus Gagnep.
18. Croton lapanus Müll.Arg.
19. Croton laseguei Müll.Arg.
20. Croton lasiopetaloides Croizat
21. Croton lasiopyrus Baill.
22. Croton latsonensis Gagnep.
23. Croton laui Merr. & F.P.Metcalf
24. Croton lauioides Radcl.-Sm. & Govaerts
25. Croton laureltyanus Ahumada
26. Croton laurifolius Spach ex Baill.
27. Croton laurinus Sw.
28. Croton lawianus Nimmo ex Dalzell & A.Gibson
29. Croton lechleri Müll.Arg.
30. Croton lehmannii Pax
31. Croton leiophyllus Müll.Arg.
32. Croton lenheirensis D.Medeiros, L.Senna & R.J.V.Alves
33. Croton leonensis Hutch.
34. Croton leonis (Croizat) B.W.van Ee & P.E.Berry
35. Croton lepidus (S.Moore) Radcl.-Sm. & Govaerts
36. Croton leptanthus Airy Shaw
37. Croton leptobotryus Müll.Arg.
38. Croton leptophyllus Müll.Arg.
39. Croton leptopus Müll.Arg.
40. Croton leptostachyus Kunth
41. Croton leuconeurus Pax
42. Croton leucophlebius C.Wright ex Griseb.
43. Croton leucophyllus Müll.Arg.
44. Croton levatii Guillaumin
45. Croton leytensis Croizat
46. Croton lichenisilvae Leandri
47. Croton liebmannii Müll.Arg.
48. Croton limae A.P.S.Gomes, M.F.Sales & P.E.Berry
49. Croton limnocharis Croizat
50. Croton lindheimeri (Engelm. & A.Gray) Alph.Wood
51. Croton lindheimerianus Scheele
52. Croton lindmanii Urb.
53. Croton lindquistii V.W.Steinm.
54. Croton linearifolius Müll.Arg.
55. Croton linearis Jacq.
56. Croton lissophyllus Radcl.-Sm. & Govaerts ex Esser
57. Croton lombardianus Croizat
58. Croton longibracteatus Mart.Gord. & de Luna
59. Croton longicolumellus B.W.van Ee & P.E.Berry
60. Croton longifolius Müll.Arg.
61. Croton longipedicellatus J.Léonard
62. Croton longiracemosus Hutch.
63. Croton longissimus Airy Shaw
64. Croton lotorius Croizat
65. Croton loucoubensis Baill.
66. Croton loukandensis Pellegr.
67. Croton lucens P.I.Forst.
68. Croton luciae Croizat
69. Croton lucidus L.
70. Croton luetzelburgii Pax & K.Hoffm.
71. Croton lundianus (Didr.) Müll.Arg.
72. Croton luzoniensis Müll.Arg.

## M
1. Croton maasii Riina & P.E.Berry
2. Croton macbridei Croizat
3. Croton macradenis Görts & Punt
4. Croton macrobothrys Baill.
5. Croton macrobuxus Baill.
6. Croton macrocarpus Ridl.
7. Croton macrodontus Müll.Arg.
8. Croton macrolepis Radcl.-Sm. & Govaerts
9. Croton macrostachyus Hochst. ex Delile
10. Croton macrostigma Chodat
11. Croton maculatus Vahl
12. Croton madandensis S.Moore
13. Croton maestrensis (Alain) B.W.van Ee & P.E.Berry
14. Croton maevaranensis Leandri
15. Croton magdalenae Millsp.
16. Croton magneticus Airy Shaw
17. Croton magnifolius Sessé & Moc.
18. Croton malabaricus Bedd.
19. Croton malacotrichus Müll.Arg.
20. Croton malambo H.Karst.
21. Croton mallotophyllus Croizat
22. Croton malvaviscifolius Millsp.
23. Croton malvoides (Croizat) Radcl.-Sm. & Govaerts
24. Croton mamillatus P.I.Forst.
25. Croton manampetsae Leandri
26. Croton mangelong Y.T.Chang
27. Croton mansfeldii Urb.
28. Croton martinianus V.W.Steinmann
29. Croton martinicensis Urb.
30. Croton masonii I.M.Johnst.
31. Croton matourensis Aubl.
32. Croton matudae Lundell
33. Croton mauritianus Lam.
34. Croton mavoravina Leandri
35. Croton mayanus B.L.León & H.F.M.Vester
36. Croton mayottae P.E.Berry & Kainul.
37. Croton mayumbensis J.Léonard
38. Croton mazapensis Lundell
39. Croton mcvaughii G.L.Webster
40. Croton medians Müll.Arg.
41. Croton medusae Müll.Arg.
42. Croton meeboldianus Chakrab. & N.P.Balakr.
43. Croton megaladenus Urb.
44. Croton megalobotryoides De Wild.
45. Croton megalobotrys Müll.Arg.
46. Croton megalocalyx Müll.Arg.
47. Croton megalocarpoides Friis & M.G.Gilbert
48. Croton megalocarpus Hutch.
49. Croton megalodendron Müll.Arg.
50. Croton megistocarpus J.A.González & Poveda
51. Croton meissneri Müll.Arg.
52. Croton mekongensis Gagnep.
53. Croton melanoleucus Müll.Arg.
54. Croton membranaceus Müll.Arg.
55. Croton menabeensis Leandri
56. Croton menarandrae Leandri
57. Croton menthodorus Benth.
58. Croton menyharthii Pax
59. Croton meridionalis Leandri
60. Croton merrillianus Croizat
61. Croton metallicus Müll.Arg.
62. Croton mexicanus Müll.Arg.
63. Croton miarensis Leandri
64. Croton micans Sw.
65. Croton michaelii V.W.Steinm.
66. Croton michauxii G.L.Webster
67. Croton micradenus Urb.
68. Croton microcarpus Ham.
69. Croton microgyne Croizat
70. Croton microphyllinus Radcl.-Sm. & Govaerts
71. Croton microtiglium Burkill
72. Croton milanjensis Leandri
73. Croton millspaughii Standl.
74. Croton minimimarginiglandulosus Radcl.-Sm.
75. Croton minimus P.I.Forst.
76. Croton miradorensis Müll.Arg.
77. Croton miraflorensis Borhidi
78. Croton missionum Croizat
79. Croton mocquerysii Aug.DC.
80. Croton mollis Benth.
81. Croton monanthogynus Michx.
82. Croton mongue Baill.
83. Croton monogynus Urb.
84. Croton montevidensis Spreng.
85. Croton montis-silam Airy Shaw
86. Croton moonii Thwaites
87. Croton morifolius Willd.
88. Croton morobensis Croizat
89. Croton morotaeus Airy Shaw
90. Croton moustiquensis Urb.
91. Croton mubango Müll.Arg.
92. Croton mucronifolius Müll.Arg.
93. Croton muellerianus L.R.Lima
94. Croton multicaulis P.I.Forst.
95. Croton multicostatus Müll.Arg.
96. Croton multiramineus Ahumada
97. Croton munizii Borhidi
98. Croton muricatus Vahl
99. Croton muriculatus Airy Shaw
100. Croton muscicapa Müll.Arg.
101. Croton mutabilis P.I.Forst.
102. Croton mutisianus Kunth
103. Croton myrianthus Müll.Arg.
104. Croton myriaster Baker
105. Croton myricifolius Griseb.
106. Croton myriodontus Müll.Arg.
107. Croton myrsinites Baill.

## N
1. Croton neblinae Jabl.
2. Croton nepalensis T.Kuros.
3. Croton nepetifolius Baill.
4. Croton neuwiedii Müll.Arg.
5. Croton nigricans (Mart. ex Schltdl.) Radcl.-Sm. & Govaerts
6. Croton nigritanus Scott Elliot
7. Croton nigroviridis Thwaites
8. Croton nitens Sw.
9. Croton nitidulifolius Croizat
10. Croton nitidulus Baker
11. Croton nitrariifolius Baill.
12. Croton niveus Jacq.
13. Croton nivifer S.Moore
14. Croton nobilis Baill.
15. Croton noronhae Baill.
16. Croton novae-astigis Croizat
17. Croton novi-friburgi Müll.Arg.
18. Croton nubigenus G.L.Webster
19. Croton nudatus Baill.
20. Croton nudulus Croizat
21. Croton nummularius Baill.
22. Croton nuntians Croizat

## O
1. Croton oblongus Burm.f.
2. Croton odontadenius Müll.Arg.
3. Croton oerstedianus Müll.Arg.
4. Croton olanchanus Standl. & L.O.Williams
5. Croton oleoides Müll.Arg.
6. Croton oligandrus Pierre ex Hutch.
7. Croton oliganthus Müll.Arg.
8. Croton olivaceus Müll.Arg.
9. Croton ophiticola Borhidi
10. Croton orangeae Kainul. & P.E.Berry
11. Croton orbicularis Thunb.
12. Croton orbignyanus Müll.Arg.
13. Croton organensis Baill.
14. Croton orientensis Borhidi
15. Croton origanifolius Lam.
16. Croton orinocensis Müll.Arg.
17. Croton ortegae Standl.
18. Croton ortholobus Müll.Arg.
19. Croton ovalifolius Vahl

## P
1. Croton pachecensis S.Moore
2. Croton pachypodus G.L.Webster
3. Croton pachyrachis Alain
4. Croton pachysepalus Griseb.
5. Croton pagiveteris Croizat
6. Croton palanostigma Klotzsch
7. Croton palawanensis Merr. ex Croizat
8. Croton pallidus Müll.Arg.
9. Croton palmatus Sessé & Moc.
10. Croton palmeri S.Watson
11. Croton paludosus Müll.Arg.
12. Croton pampangensis Croizat
13. Croton panduriformis Müll.Arg.
14. Croton pannosus Thunb.
15. Croton paraensis Müll.Arg.
16. Croton paraguayensis Chodat
17. Croton pardinus Müll.Arg.
18. Croton parksii Croizat
19. Croton parodianus Croizat
20. Croton parvifolius Müll.Arg.
21. Croton pascualii E.J.Lott & Mart.Gord.
22. Croton patrum L.B.Sm. & Downs
23. Croton paucistamineus Müll.Arg.
24. Croton pavonianus Radcl.-Sm. & Govaerts
25. Croton pavonis Müll.Arg.
26. Croton paxianus Herter ex Arechav.
27. Croton payaquensis Standl.
28. Croton pedersenii Ahumada
29. Croton pedicellatus Kunth
30. Croton pedunculatus Vell.
31. Croton peekelii Lauterb.
32. Croton pellitus Kunth
33. Croton peltatus Thunb.
34. Croton peltophorus Müll.Arg.
35. Croton pendens Lundell
36. Croton penduliflorus Hutch.
37. Croton penninervis Scheele
38. Croton peraeruginosus Croizat
39. Croton peraffinis Müll.Arg.
40. Croton perimetralensis Secco
41. Croton perintricatus Croizat
42. Croton perlongiflorus Croizat
43. Croton persimilis Müll.Arg.
44. Croton perspeciosus Croizat
45. Croton peruvianus Briq.
46. Croton pervestitus C.Wright ex Griseb.
47. Croton perviscosus Croizat
48. Croton petraeus Müll.Arg.
49. Croton phaenodon Airy Shaw
50. Croton phebalioides F.Muell. ex Müll.Arg.
51. Croton phourinii H.Toyama & Tagane
52. Croton phuquocensis Croizat
53. Croton phyllanthus (Chodat & Hassl.) G.L.Webster
54. Croton piauhiensis Müll.Arg.
55. Croton pilgeri Ule
56. Croton pilophorus Airy Shaw
57. Croton pilosus Spreng.
58. Croton pilulifer Rusby
59. Croton piptocalyx Müll.Arg.
60. Croton plagiograptus Müll.Arg.
61. Croton planaltoanus M.J.Silva & Sodré
62. Croton platyphyllus Lundell
63. Croton pleytei Airy Shaw
64. Croton plurispicatus P.E.Berry, Kainul. & B.W.van Ee
65. Croton poecilanthus Urb.
66. Croton poggei Pax
67. Croton poilanei Gagnep.
68. Croton poitaei Urb.
69. Croton polot Burm.f.
70. Croton polyandrus Spreng.
71. Croton polygonoides L.B.Sm. & Downs
72. Croton polypleurus Croizat
73. Croton polytomus Urb.
74. Croton polytrichus Pax
75. Croton pontis Croizat
76. Croton poomae Esser
77. Croton potabilis Croizat
78. Croton potaroensis Lanj.
79. Croton pottsii (Klotzsch) Müll.Arg.
80. Croton pradensis D.Medeiros, L.Senna & R.J.V.Alves
81. Croton priorianus Urb.
82. Croton priscus Croizat
83. Croton procumbens Jacq.
84. Croton promunturii Leandri
85. Croton prostratus Urb.
86. Croton pseudoadipatus Croizat
87. Croton pseudofragrans Croizat
88. Croton pseudoglabellus Lundell
89. Croton pseudoniloticus De Wild.
90. Croton pseudoniveus Lundell
91. Croton pseudopopulus Baill.
92. Croton pseudopulchellus Pax
93. Croton pulcher Müll.Arg.
94. Croton pulegiodorus Baill.
95. Croton pulegioides Müll.Arg.
96. Croton pullei Lanj.
97. Croton punctatus Jacq.
98. Croton puncticulatus Müll.Arg.
99. Croton pungens Jacq.
100. Croton purdiei Müll.Arg.
101. Croton purpurascens Y.T.Chang
102. Croton pycnadenius Müll.Arg.
103. Croton pycnanthus Benth.
104. Croton pycnocephalus Baill.
105. Croton pycnophyllus Salzm. ex Schltdl.
106. Croton pygmaeus L.R.Lima
107. Croton pynaertii De Wild.
108. Croton pyrifolius Müll.Arg.
109. Croton pyrosoma (Croizat) Radcl.-Sm. & Govaerts

## Q
1. Croton quadrisetosus Lam.
2. Croton quercetorum Croizat
3. Croton quintasii Allem
4. Croton quisumbingianus Croizat

## R
1. Croton radiatus P.E.Berry & Kainul.
2. Croton radlkoferi Pax & K.Hoffm.
3. Croton rakotoniainii Leandri
4. Croton ramboi Allem
5. Croton ramellae Ahumada
6. Croton ramillatus Croizat
7. Croton rarus P.I.Forst.
8. Croton rectipilis Croizat
9. Croton redolens Pittier
10. Croton reflexifolius Kunth
11. Croton refractus Müll.Arg.
12. Croton regelianus Müll.Arg.
13. Croton regeneratrix Leandri
14. Croton rehderianus Croizat
15. Croton reitzii L.B.Sm. & Downs
16. Croton repens Schltdl.
17. Croton revolutus (Alain) B.W.van Ee & P.E.Berry
18. Croton rhamnifolioides Pax & K.Hoffm.
19. Croton rheophyticus Airy Shaw
20. Croton rhexiifolius Baill.
21. Croton rhodostachyus Müll.Arg.
22. Croton rhodotrichus Sodré & M.J.Silva
23. Croton rimbachii Croizat
24. Croton ripensis Kaneh. & Hatus.
25. Croton rivinifolius Kunth
26. Croton rivularis Müll.Arg.
27. Croton robustior (L.B.Sm. & Downs) Radcl.-Sm. & Govaerts
28. Croton robustus Kurz
29. Croton roraimensis Croizat
30. Croton rosarianus Mart.Gord. & Cruz Durán
31. Croton rosmarinoides Millsp.
32. Croton rottlerifolius Baill.
33. Croton rotundifolius Sessé & Moc.
34. Croton roxanae Croizat
35. Croton rubiginosus Croizat
36. Croton rudolphianus Müll.Arg.
37. Croton rufoargenteus Müll.Arg.
38. Croton rufolepidotus Caruzo & Riina
39. Croton ruizianus Müll.Arg.
40. Croton rupestris (Chodat & Hassl.) G.L.Webster
41. Croton rusbyi Britton ex Rusby
42. Croton russulus Croizat
43. Croton rutilus (Chodat & Hassl.) G.L.Webster

## S
1. Croton sacaquinha Croizat
2. Croton sagranus Müll.Arg.
3. Croton sahafariensis Kainul. & P.E.Berry
4. Croton saipanensis Hosok.
5. Croton sakamaliensis Leandri
6. Croton saltensis Griseb.
7. Croton salutaris Casar.
8. Croton salviformis Baill.
9. Croton salzmannii (Baill.) G.L.Webster
10. Croton samarensis Airy Shaw
11. Croton sampatik Müll.Arg.
12. Croton sanctae-crucis S.Moore
13. Croton sancti-lazari Croizat
14. Croton santaritensis Huft
15. Croton santisukii Airy Shaw
16. Croton santolinus Baill.
17. Croton sapiiflorus Croizat
18. Croton sapiifolius Müll.Arg.
19. Croton sarcocarpus Balf.f.
20. Croton sarcopetaloides S.Moore
21. Croton scaber Willd.
22. Croton scabiosus Bedd.
23. Croton scheffleri Pax
24. Croton schiedeanus Schltdl.
25. Croton schimperianus Müll.Arg.
26. Croton schultesii Müll.Arg.
27. Croton schultzii Benth.
28. Croton sclerocalyx (Didr.) Müll.Arg.
29. Croton scopuligenus Croizat
30. Croton scoriarum Leandri
31. Croton scouleri Hook.f.
32. Croton scutatus P.E.Berry
33. Croton sellowii Baill.
34. Croton seminudus Müll.Arg.
35. Croton semivestitus Müll.Arg.
36. Croton senescens Croizat
37. Croton sepalinus Airy Shaw
38. Croton seretii Vermoesen ex De Wild.
39. Croton serpyllifolius Baill.
40. Croton serratifolius Baill.
41. Croton serratus Müll.Arg.
42. Croton setiger Hook.
43. Croton sexmetralis Croizat
44. Croton shreveanus Croizat
45. Croton sibundoyensis Croizat
46. Croton siderophyllus Baill.
47. Croton sidifolius Lam.
48. Croton siltepecensis Lundell
49. Croton silvanus Croizat
50. Croton simulans P.I.Forst.
51. Croton sincorensis Mart. ex Müll.Arg.
52. Croton singularis Airy Shaw
53. Croton sipaliwinensis Lanj.
54. Croton smithianus Croizat
55. Croton socotranus Balf.f.
56. Croton solanaceus (Müll.Arg.) G.L.Webster
57. Croton soliman Schltdl. & Cham.
58. Croton somalensis Pax
59. Croton sonderianus Müll.Arg.
60. Croton sonorae Torr.
61. Croton soratensis Müll.Arg.
62. Croton sousae Mart.Gord. & Cruz Durán
63. Croton speciosus Müll.Arg.
64. Croton sphaerogynus Baill.
65. Croton spica Baill.
66. Croton spiciflorus Thunb.
67. Croton spiraeifolius Jabl.
68. Croton spiralis Müll.Arg.
69. Croton spissirameus Radcl.-Sm. & Govaerts
70. Croton splendidus Mart.
71. Croton spruceanus Benth.
72. Croton spurcus Croizat
73. Croton stahelianus Lanj.
74. Croton staminosus Müll.Arg.
75. Croton standleyanus Croizat
76. Croton stanneus Baill.
77. Croton steenkampianus Gerstner
78. Croton stellatoferrugineus Caruzo & Cordeiro
79. Croton stellatopilosus H.Ohba
80. Croton stellulifer Hutch.
81. Croton stenopetalus G.L.Webster
82. Croton stenophyllus Griseb.
83. Croton stenosepalus Müll.Arg.
84. Croton stenotrichus Müll.Arg.
85. Croton stigmatosus F.Muell.
86. Croton stipulaceus Kunth
87. Croton stipularis (Müll.Arg.) G.L.Webster
88. Croton stipulatus Vell.
89. Croton stockeri (Airy Shaw) Airy Shaw
90. Croton stoechadis Baill.
91. Croton strobiliformis Secco
92. Croton stylosus Müll.Arg.
93. Croton suaveolens Torr.
94. Croton suavis Kunth
95. Croton subacutus (Baill.) Müll.Arg.
96. Croton subasperrimum Secco, P.E.Berry & Rosário
97. Croton subcinerellus Croizat
98. Croton subcompressus Müll.Arg.
99. Croton subdecumbens Borhidi & O.Muñiz
100. Croton subdioecus K.Schum.
101. Croton suberosus Kunth
102. Croton subferrugineus Müll.Arg.
103. Croton subfragilis Müll.Arg.
104. Croton subglaber K.Schum.
105. Croton subincanus Müll.Arg.
106. Croton subjucundus Croizat
107. Croton sublepidotus Müll.Arg.
108. Croton sublyratus Kurz
109. Croton submetallicus Baill.
110. Croton subpannosus Müll.Arg. ex Griseb.
111. Croton subserratus Jabl.
112. Croton subsuavis Croizat
113. Croton subvillosus Müll.Arg.
114. Croton sucrensis Steyerm.
115. Croton sulcifructus Balf.f.
116. Croton sumatranus Miq.
117. Croton sutup Lundell
118. Croton suyapensis Ant.Molina
119. Croton sylvaticus Hochst.

## T
1. Croton tabascensis Lundell
2. Croton tacanensis Lundell
3. Croton talaeporos Radcl.-Sm.
4. Croton tamberlikii Müll.Arg.
5. Croton tanalorum Leandri
6. Croton tarapotensis Müll.Arg.
7. Croton tardeflorens Leandri
8. Croton tartonraira Müll.Arg.
9. Croton tartonrairoides Pax & K.Hoffm.
10. Croton tchibangensis Pellegr.
11. Croton tejucensis Müll.Arg.
12. Croton tenellus Müll.Arg.
13. Croton tenuicaudatus Lundell
14. Croton tenuicaulis B.W.van Ee & P.E.Berry
15. Croton tenuifolius Pax & K.Hoffm.
16. Croton tenuilobus S.Watson
17. Croton terminalis Vell.
18. Croton tessmannii Mansf.
19. Croton tetradenius Baill.
20. Croton teucridium Baill.
21. Croton texensis (Klotzsch) Müll.Arg.
22. Croton thellungianus (Herter ex Arechav.) Radcl.-Sm. & Govaerts
23. Croton thoii Thin
24. Croton thomasii Riina & P.E.Berry
25. Croton thorelii Gagnep.
26. Croton thouarsianus Baill.
27. Croton thurifer Kunth
28. Croton thymelinus Baill.
29. Croton tiglium L.
30. Croton tiliifolius Lam.
31. Croton timandroides (Didr.) Müll.Arg.
32. Croton timotensis Pittier
33. Croton tocantinsensis Radcl.-Sm. & Govaerts
34. Croton toliarensis B.W.van Ee & Kainul.
35. Croton tomentellus F.Muell.
36. Croton tonantinensis Jabl.
37. Croton tonduzii Pax
38. Croton touranensis Gagnep.
39. Croton tremulifolius Croizat
40. Croton triacros F.Muell.
41. Croton triangularis Müll.Arg.
42. Croton trichophilus (Pax & K.Hoffm.) Radcl.-Sm. & Govaerts
43. Croton trichotomus Geiseler
44. Croton tricolor Klotzsch ex Baill.
45. Croton tridentatus Mart. ex Müll.Arg.
46. Croton triglandulatus Vell.
47. Croton trigonocarpus Griseb.
48. Croton trinitatis Millsp.
49. Croton triqueter Lam.
50. Croton trombetensis Secco, P.E.Berry & N.A.Rosa
51. Croton troncosoi Ahumada
52. Croton tsiampiensis Leandri
53. Croton tuerckheimii Donn.Sm.
54. Croton turnerifolius S.Moore
55. Croton turumiquirensis Steyerm.
56. Croton tyndaridum Croizat

## U
1. Croton umbratilis Kunth
2. Croton uribei Croizat
3. Croton urticifolius Lam.
4. Croton urucurana Baill.
5. Croton uruguayensis Baill.
6. Croton ustulatus Radcl.-Sm.

## V
1. Croton vaccinioides A.Rich.
2. Croton vaillantii Geiseler
3. Croton varelae V.W.Steinm.
4. Croton vatomandrensis Leandri
5. Croton vaughanii Croizat
6. Croton vauthierianus Baill.
7. Croton velame Müll.Arg.
8. Croton vellozianus Müll.Arg.
9. Croton velutinus Baill.
10. Croton venturii Croizat
11. Croton vepretorum Müll.Arg.
12. Croton verapazensis Donn.Sm.
13. Croton verbascoides G.L.Webster
14. Croton verbenifolius Müll.Arg.
15. Croton vergarenae (Jabl.) Gillespie
16. Croton vermoesenii De Wild.
17. Croton verreauxii Baill.
18. Croton verrucosus Radcl.-Sm. & Govaerts
19. Croton versicolor Müll.Arg.
20. Croton verticillatus Sessé & Moc.
21. Croton vestitus Spreng.
22. Croton vidalii Airy Shaw
23. Croton vietnamensis Radcl.-Sm. & Govaerts
24. Croton villosissimus (Chodat & Hassl.) Radcl.-Sm. & Govaerts
25. Croton viminalis Griseb.
26. Croton virgultosus Müll.Arg.
27. Croton viridulus (Croizat) Radcl.-Sm. & Govaerts
28. Croton virletianus Müll.Arg.
29. Croton vogelianus Airy Shaw
30. Croton vulnerarius Baill.
31. Croton vulpinus Sessé & Moc.

## W
1. Croton wagneri Müll.Arg.
2. Croton wallichii Müll.Arg.
3. Croton waltherioides Urb.
4. Croton wassi-kussae Croizat
5. Croton waterhouseae P.I.Forst.
6. Croton watsonii Standl.
7. Croton websteri M.J.Martinez Gordillo & J.Jiménez Ram.
8. Croton wellensii De Wild.
9. Croton widgrenianus Müll.Arg.
10. Croton wigginsii L.C.Wheeler
11. Croton wissmannii O.Schwartz
12. Croton wittianus Ule
13. Croton womersleyi Airy Shaw

## X
1. Croton xalapensis Kunth
2. Croton xanthochylus Croizat
3. Croton xiaopadou (Y.T.Chang & S.Z.Huang) H.S.Kiu

## Y
1. Croton yacaensis Croizat
2. Croton yangchunensis H.G.Ye & N.H.Xia
3. Croton yanhuii Y.T.Chang
4. Croton yavitensis Croizat
5. Croton yecorensis V.W.Steinmann & Felger
6. Croton yerbalium Chodat & Hassl.
7. Croton ynesae Croizat
8. Croton ypanemensis Müll.Arg.
9. Croton ysabelae Croizat
10. Croton yucatanensis Lundell
11. Croton yungensis Croizat
12. Croton yunnanensis W.W.Sm.

## Z
1. Croton zambalensis Merr.
2. Croton zavaletae Conz. ex Rzed. & al.
3. Croton zehntneri Pax & K.Hoffm.
4. Croton zeylanicus Müll.Arg.